# Aur
Aur (en marshallès: Or) és un atol de l'oceà Pacífic que forma un districte legislatiu de la cadena de Ratak de les Illes Marshall. Comprèn 42 illes i illots, té una superfície terrestre de tan sols 5,6 km² i envolta una llacuna amb una superfície de 240 km². El 2011 la seva població era de 499 habitants.

## Història
L'atol va ser reclamat per l'Imperi Alemany, juntament amb la resta de les Illes Marshall, el 1884. Després de la Primera Guerra Mundial va quedar sota el domini de l'Imperi Japonès. Després de la Segona Guerra Mundial va quedar sota el control dels Estats Units. Forma part de les Illes Marshall des de la seva independència, el 1986.